# Stanley Ibe
Stanley Ibe (ur. 19 lipca 1984 w Nigerii) – nigeryjski piłkarz grający na pozycji napastnika w FC Daugava.

## Kariera klubowa
Jako junior karierę zaczynał w Taribo West Academy. W sezonie 2003/2004 był zawodnikiem Bregalnica Delčevo, a w 2004/2005 Słogi Skopje. W 2005 przeszedł do Bohemians, gdzie grał do 2012 r., występując 52 razy i 7 razy, zdobywając bramkę. W 2010 roku został wypożyczony do FK Příbram, gdzie rozegrał 4 mecze, nie zdobywając żadnej bramki.
W 2012 podpisał kontrakt z łotewskim klubem FC Daugava. Ibe do tej pory rozegrał w nim 32 mecze, inkasując 16 bramek.